# Feldflugplatz Freifeld

i7
i11
i13
Der Feldflugplatz Freifeld war von 1937 bis zum 29. März 1945 ein Einsatzhafen II. Ordnung der Luftwaffe der Wehrmacht auf der Gemarkung von Baltringen, einem Ortsteil der heutigen Gemeinde Mietingen bei Laupheim im Landkreis Biberach in Oberschwaben.

## Beschreibung
Im Jahre 1936 wurde mit dem Bau des Feldflughafens am Rand des Baltringer Riedes begonnen. Die Flächen wurden schon 1934 vom Luftgaukommando, unter der Vorgabe der Einrichtung eines sogenannten „Reichsgutshofes“, von den örtlichen Landwirten und der Gemeinde Baltringen angepachtet. Erste Starts und Landungen erfolgten 1937 nach der Errichtung der heute noch sichtbaren, teilweise durch Bombenangriffe zerstörten Flugplatzgebäude. Einsatzhäfen II. Ordnung waren so dimensioniert, dass sie eine vollständige fliegende Gruppe mit drei Staffeln aufnehmen konnten. Zu Anfang des Zweiten Weltkrieges lagen auf dem Gelände des Feldflugplatzes 1.000 Soldaten, wovon 500 Mann in den errichteten Baracken untergebracht waren. Den Platz schützte die 3./Flak-Abteilung 385. Vor Kriegsbeginn am 26. August 1939 erfolgte die Feldflugplatzbelegung durch die 1. Feld-Betriebskompanie des Kampfgeschwaders 51.

### Kampfgeschwader und Flugzeugführerschule
Zur Vorbereitung des Frankreichfeldzuges wurden folgende Kampfgeschwader teilweise mit ihren Feldbetriebskompanien in Freifeld abgestellt.

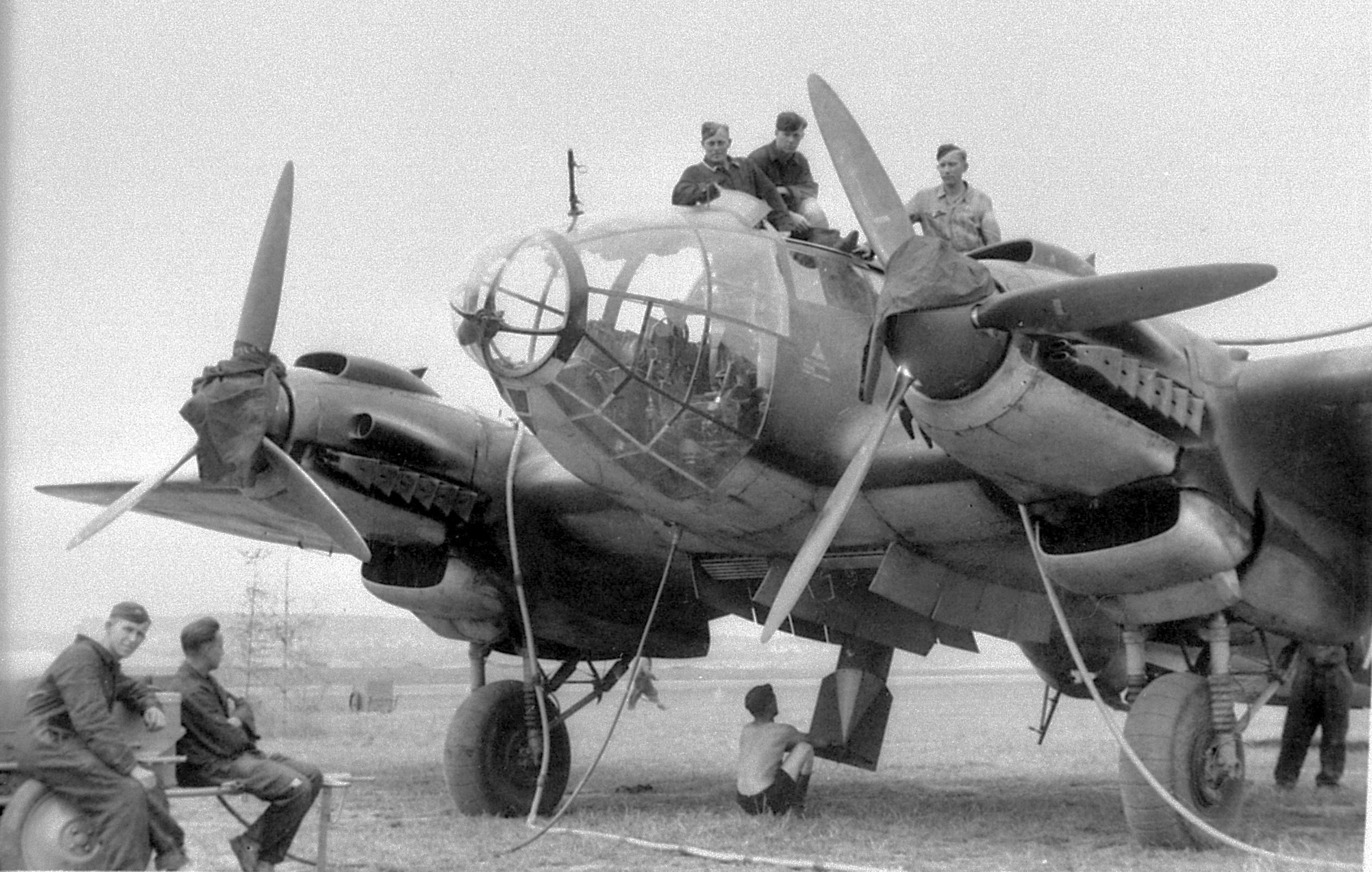
He 111 P-2 (mit DB 601A Motoren), KG (Kampfgeschwader) 27 oder 55

- I./Kampfgeschwader 55 – 10. bis 15. Mai 1939
- III./Kampfgeschwader 27 – 10. Mai 1939 bis 19. Mai 1940
- III./Kampfgeschwader 76 – ab 2. Oktober 1939 bis ? mit der dazugehörigen 4. Feldbetriebskompanie

Mit Beendigung des Frankreichfeldzuges am 25. Juni 1940 war der Feldflugplatz ungenutzt und es fanden nur noch gelegentliche Starts und Landungen statt. Ab Herbst 1941 wurde auf dem Gelände die Flugzeugführerschule (FFS) A/B 23 aus Kaufbeuren stationiert und mit der Flugzeugführerausbildung begonnen.
- 1. Staffel Kampfgeschwader 106 – September 1944 bis 29. März 1945

Die erste Staffel des Kampfgeschwaders 106 „horstete“ auf dem Platz bis zur Auflösung zur Umschulung ihrer Piloten auf die Bf 109 der Messerschmitt AG und die Ar 96B der Arado Flugzeugwerke.

### Luftkampf am 3. Januar 1945

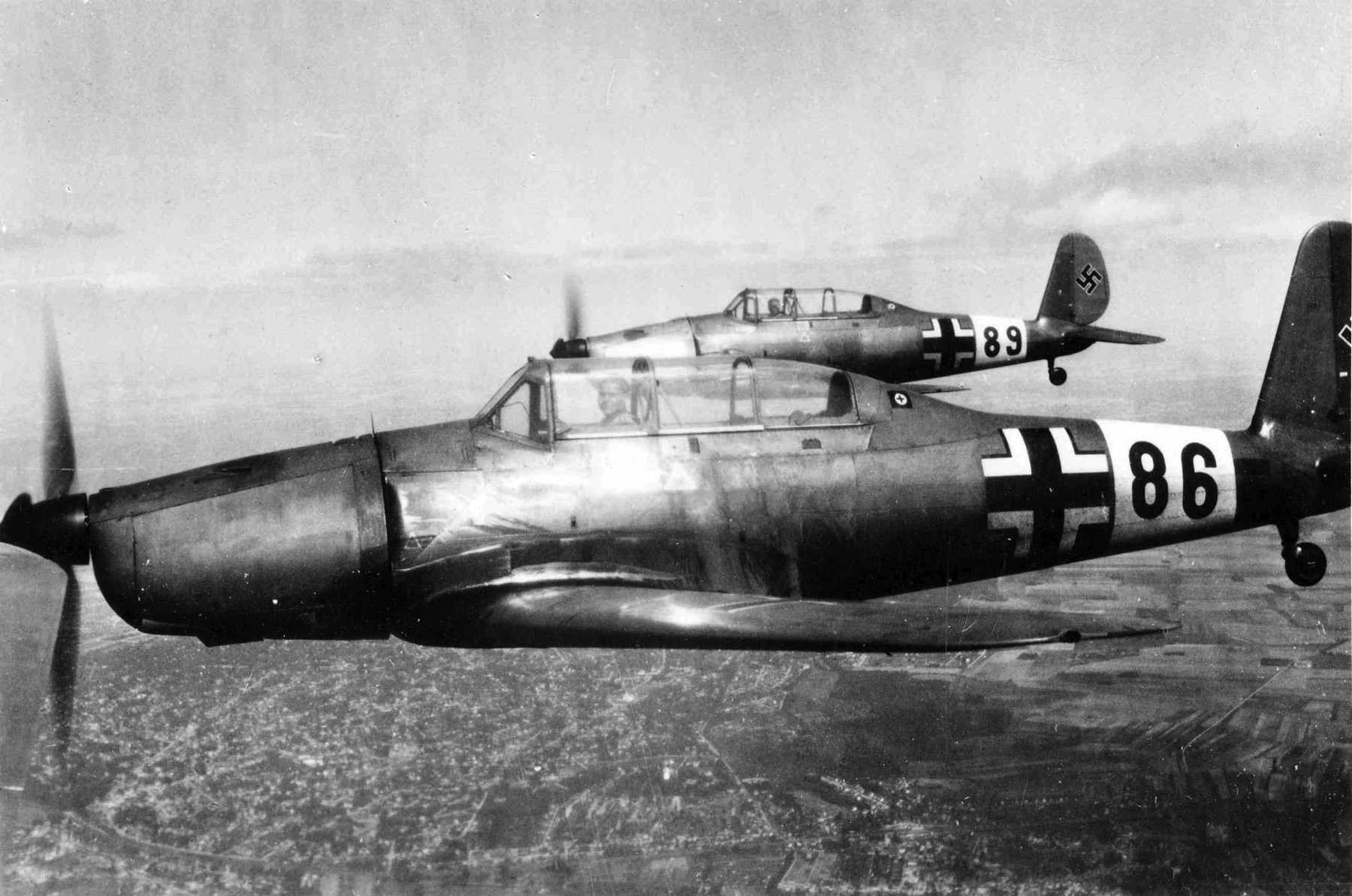
Schulungsflugzeug Arado Ar 96

Ab Juli 1944 war der Platz Ziel mehrerer alliierter Jagdbomber- und Jagdflugzeugangriffe. So überraschten am 3. Januar 1945 sechs amerikanische P-51D „Mustang“ drei unbewaffnete deutsche Schulungs-Arados Ar 96B der 3. Staffel des Jagdgeschwaders 106 über der Gemarkung von Gutenzell. Zwei Arados mit je einem Mann Besatzung wurden abgeschossen. Die dritte Arado führte ein gelungenes Notlandemanöver durch. Jedoch wurden die beiden Piloten der notgelandeten Arado von den Bordwaffen der Mustangs .50-Browning MG53-2 tödlich verletzt. Eine Mustang erlitt Motorschaden aufgrund von Eigenbeschuss und war dazu gezwungen am Ortsrand von Gutenzell notzulanden. Der amerikanische Offizier wurde unverletzt gefangen genommen.

### Heutige Verwendung
Nach dem Krieg wurden die gepachteten Flächen wieder ihren früheren Eigentümern zurückgegeben und der landwirtschaftlichen Verwendung zugeführt.